# ロス・アンデス大学
ロス・アンデス大学（Universidad de los Andes）は、コロンビアの首都ボゴタにある私立大学。

## 概要
1948年にコロンビア教育界の有力者グループによって設立された。アメリカ合衆国の大学教育をモデルとしており、リベラル教育を重視している。教育水準は高く、2020年のQS世界大学ランキングではコロンビアの大学の中で最高位だった。

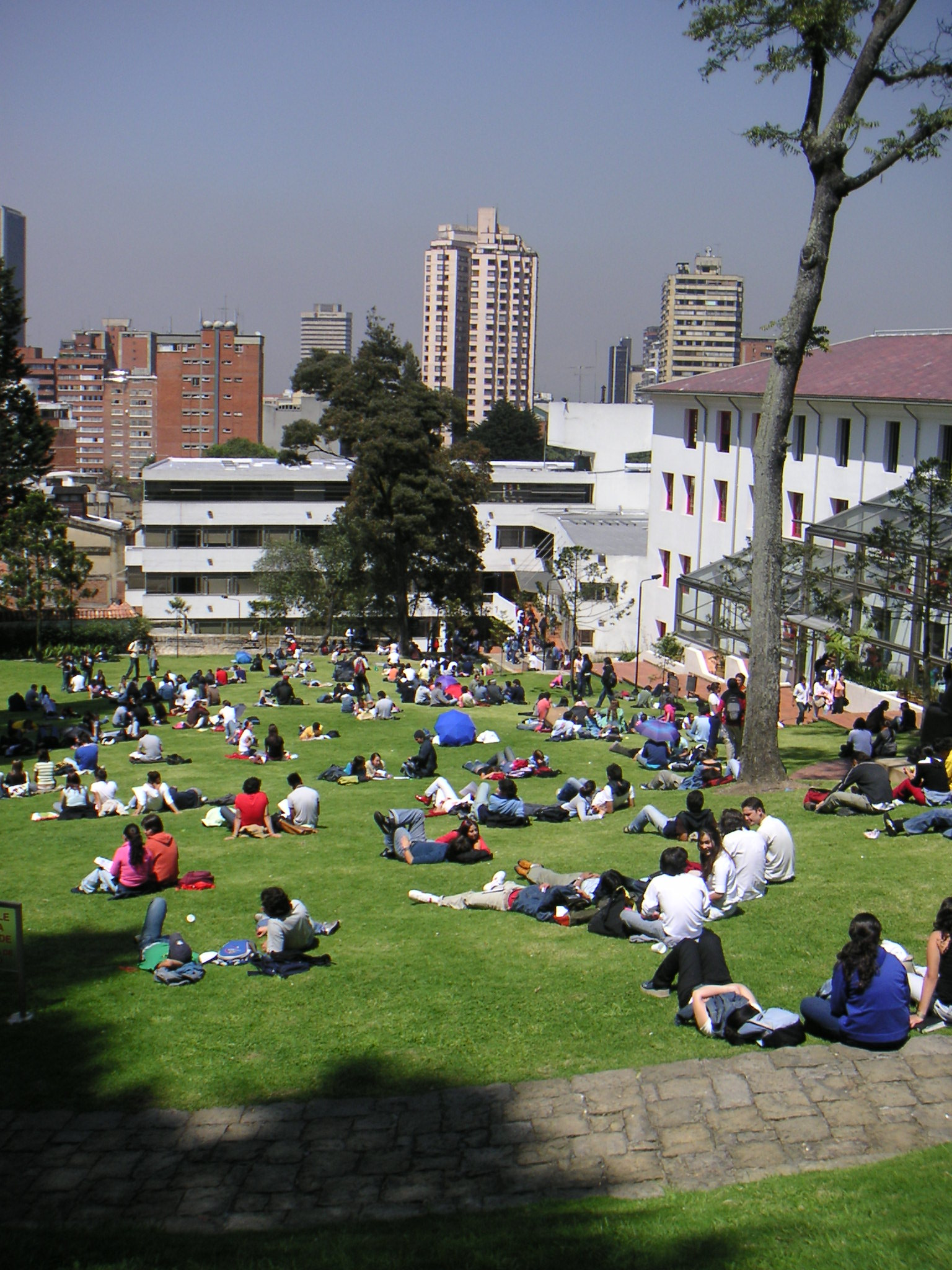

## 著名な卒業生
- セサル・ガビリア - コロンビア大統領（1990年 - 1994年）
- Eduardo enrique Tapia Duarte